# Псориазис
Псориазис (люспест лишей) е широко разпространена хронично-рецидивираща дерматоза, която се характеризира с рязко ограничени еритемо-папуло-сквамозни изменения по кожата. Тези кожни петна обикновено са червени, сърбящи и люспести. Заболяването е автоимунно и незаразно.
Характерна за псориазиса е т.нар. псориатична плака. Такива плаки могат да се появят навсякъде по тялото, но най-често са по пределекционните места (такива са лактите, коленете, кръста, седалищната гънка, кожата в областта на пъпа, окосмената кожа на главата, ушната мида). Плаката представлява зачервена и уплътнена кожа, с груб кожен релеф, покрита със сребристо-бели люспи. При заболяването често се засягат и ноктите, а при по-тежки форми е възможно възпалението да обхване и ставите, което може да доведе до ставни болки и деформации.
Честотата на заболяването зависи от климатичните и генетичните особености на популацията. От псориазис боледуват както мъже, така и жени. По-често псориазисът се среща сред хората, населяващи северните части на Земята, но е възможно да се наблюдава и при жителите на тропиците. От десетилетия е известно, че псориазисът е едно от заболяванията, които се влияят в изключително висока степен от психо-емоционалното състояние на организма.